# Jānis Streičs
Jānis Streičs, jeho jméno je někdy přepisováno též jako Janis Streičs nebo Janis Streics (* 26. září 1936 samota Anspoki poblíž města Preiļi, Lotyšsko) je lotyšský režisér a scenárista, také herec. Za své filmy 3× získal Lotyšskou filmovou cenu a další ocenění. Účastnil se také MFF Karlovy Vary.

## Život
Jānis Streičs nejprve (1955) absolvoval Pedagogickou školu v Rēzekne a poté pracoval jako vychovatel a učitel. Režii na Lotyšské státní konzervatoři absolvoval až v roce 1963 a od té doby pracoval ve filmovém studiu v Rize. Režíroval více než 20 filmů, na některých filmech se podílel také jako scenárista, nejméně v pěti filmech také hrál.

## Ocenění
Filmy, které režíroval, celkem tříkrát získaly Lotyšskou filmovou cenu za nejlepší film roku. Bylo to v roce 1978 za film Teātris (Divadlo), 1981 Limuzīns Jāņu nakts krāsā (Limuzína v barvě bílé noci) a 1991 Cilvēka bērns (Dítě člověka). Tento film na MFF pro děti v Chicagu (Chicago International Children’s Film Festival) v roce 1994 získal 2. místo v soutěži o cenu Rights of the Child. Další filmy byly na Lotyšskou filmovou cenu nominovány: v letech 2001, 2005 a 2012.

## Výběrová filmografie
- Teātris (1978, Divadlo): oceněný film podle románové předlohy anglického spisovatele Williama Somerset Maughama.
- Nedokončená večeře (1979): lotyšský (Nepabeigtās vakariņas), resp. sovětský film (Nezakončennyj užin), v anglické verzi Unfinished Supper. Podle románové předlohy Policie pomo pije švédské autorské dvojice Maj Sjöwallová – Per Wahlöö. Hlavní roli kriminalisty Martina Becka hrál Romualds Ancāns, Benny Skackeho hrál Jānis Paukštello.[5],[6],[7]
- Limuzīns Jāņu nakts krāsā (1981, Limuzína v barvě bílé noci): komedie, kromě oficiálního ocenění Lotyšskou filmovou cenou byl film opakovaně zvolen za nejlepší lotyšský film všech dob v různých anketách, v Lotyšsku to je kultovní film a je pravidelně vysílán v televizi před Jánským svátkem, který je oslavou letního slunovratu a je považován za národní svátek.[8]
- Dítě člověka (1991): lotyšská komedie, vedle režie je Streičs i autorem scénaře. Kromě Lotyšské filmové ceny tento film získal také 2. místo na MFF pro děti v Chicagu. Film se rovněž účastnil 38. ročníku Mezinárodního filmového festivalu Karlovy Vary, v sekci Zaostřeno na: Pobaltský film (Litva, Lotyšsko, Estonsko).[9],[10],[4]
- Likteņdzirnas (1997, Mlýny osudu): melodrama s prvky černé komedie a velmi výraznou hudbou.[11]